# NGC 4189
NGC 4189 é uma galáxia espiral barrada (SBc) localizada na direcção da constelação de Coma Berenices. Possui uma declinação de +13° 25' 29" e uma ascensão recta de 12 horas, 13 minutos e 47,2 segundos.
A galáxia NGC 4189 foi descoberta em 8 de Abril de 1784 por William Herschel.